# (1437) Diomedes
(1437) Diomedes  ist ein Asteroid aus der Gruppe der Trojaner, der am 3. August 1937 von Karl Wilhelm Reinmuth entdeckt wurde. Man bezeichnet damit Asteroiden, die auf den Lagrange-Punkten auf der Bahn des Jupiter um die Sonne laufen.
Benannt wurde der Asteroid nach Diomedes, einer legendären Figur des Trojanischen Krieges.